# Cirsium spinosissimum
Cirsium spinosissimum  (лат.) — вид двудольных растений рода Бодяк (Cirsium) семейства Астровые (Asteraceae). Впервые описан шведским систематиком Карлом Линнеем под таксономическим названием Cnicus spinosissimus L.basionym, перенесён в состав рода Cirsium Джованни Антонио Скополи в 1772 году.

## Распространение
Известен из Австрии, Франции, Германии, Италии, Швейцарии, Лихтенштейна, Монако, Сан-Марино и Словении.

## Ботаническое описание
Растение высотой 20—50 см.
Стебель простой либо слабо ветвящийся, опушённый.
Листья жёсткие, зубчатые.
Соцветие-корзинка терминальное, шаровидное, окружено жёсткой желтоватой обёрткой(?); несёт цветки бледно-жёлтого цвета.
Плод размером 4 мм, придаток — паппус около 1,5 мм длиной.

## Синонимы
Синонимичные названия:
- Carduus comosus Lam.
- Carduus spinosissimus Vill.
- Carthamus involucratus Lam.
- Cirsium caput-medusae Schur ex Nyman
- Cirsium cervini W.D.J. Koch
- Cirsium controversum DC.
- Cirsium hallerianum Gaudin
- Cirsium purpureum All.
- Cirsium spitzelii Sch.Bip. ex Nyman
- Cnicus purpureus Bertol.
- Cnicus spinosissimus L.basionym